# Raïon de Kingissepp
Le raïon de Kingissepp (en russe : Кингисе́пский райо́н) est un district administratif et municipal, l'un des dix-sept dans l’oblast de Léningrad, en Russie. 

## Géographie
Le raïon est situé dans le sud-ouest de l’oblast et borde le comté de Viru oriental en Estonie à l’ouest, le raïon de Lomonossov au nord-est, le raïon de Volossovo à l’est et le raïon de Slantsy au sud. Au nord et au nord-ouest, il est baigné par les eaux du golfe de Finlande. 
Le raïon est arrosé par le fleuve Louga, et le fleuve Narva le sépare de l'Estonie. 
Sur la rive sud du golfe de Finlande se trouvent la baie de Narva, la baie de Louga et la baie de Koporie ainsi que la péninsule de Kurgalsky et la péninsule de Soikinsky. 
La superficie du raïon est de 2 908 kilomètres carrés. Son centre administratif est la ville de Kingissepp. Sa population (à l’exclusion du centre administratif) était de 19 830 habitants au recensement de 2010 (et 78 183 pour l'ensemble du district), 20 408 au recensement de 2002, 34 081 au recensement de 1989.